# Остфлакке
Остфлакке (нидерл. Oostflakkee, «восток Флакке») — община в провинции Южная Голландия, Нидерланды на острове Гуре-Оверфлакке. С 1 января 2013 года община Остфлакке объединена с общинами Гудереде, Дирксланд и Мидделхарнис в новую общину Гуре-Оверфлакке.

## Состав общины
В общину Остфлакке входят населённые пункты Ахтхёйзен, Ден-Боммел, Кранендейк, Лангстрат, Олтгенсплат, Ауде-Тонге и Зёйдзейде.

## История
Община была образована в 1966 году путём объединения общин Ден-Боммел, Олтенсплат и Ауде-Тонге.